# 22106 Tomokoarai
22106 Tomokoarai è un asteroide della fascia principale. Scoperto nel 2000, presenta un'orbita caratterizzata da un semiasse maggiore pari a 2,6014949 UA e da un'eccentricità di 0,2569270, inclinata di 24,38413° rispetto all'eclittica.